# Olympisches Jugendlager
Zu Olympischen Sommer- und Winterspielen veranstaltet das jeweilige Organisationskomitee (OK) ein Olympisches Jugendlager für Jugendliche aus aller Welt.
Seit 1952 in Helsinki ist das Olympische Jugendlager ein fester Bestandteil der Spiele, aber bereits vorher gab es Treffen wie beispielsweise die Pfadfinder in Stockholm 1912 oder internationale Jugendzeltlager 1936 in Berlin.
Jedes Nationale Olympische Komitee entsendet hierfür zwei Nachwuchssportler, die die Olympischen Spiele hautnah miterleben dürfen. Auf dem Programm stehen offizielle Ereignisse, Besuche der Sportveranstaltungen und Kultur.
Im Jahre 2004 (Athen) wurde das Olympic Youth Camp in Kooperation mit UNICEF veranstaltet.
Auch das NOK für Deutschland zusammen mit der Deutschen Sportjugend bzw. dem Deutschen Olympischen Sportbund (DOSB) veranstaltet seit Salt Lake City 2002 am Ort der jeweiligen Olympischen Spiele ein Jugendlager mit rund 50 Nachwuchssportlern und sportlichen Hoffnungsträgern. In der Folge fanden Jugendlager 2004 in Athen und 2006 in Turin statt. Aus Kostengründen gab es 2008 in Peking kein eigenes deutsches Jugendlager.
Auswahlkriterien für die Teilnahme sind sportliche Leistungen in den verschiedenen Disziplinen sowie soziale, musische und sprachliche Kompetenz. Ziel der Deutschen Sportjugend und des DOSB ist es, mit diesem Angebot Jugendliche zu motivieren, sich aktiv im Sport zu engagieren.
Viele Teilnehmer vergangener Olympischer Jugendlager sind aktuelle und ehemalige Spitzensportler, darunter Lena Schöneborn, Nadine Kleinert oder Frank Busemann.
Daneben fand parallel zu den Paralympics jeweils auch ein Paralympisches Jugendlager statt.